# Emolisi
L'emolisi (dal greco αἷμα, àima, "sangue" e λύσις, lysis, "scioglimento, separazione") è il processo di distruzione dei globuli rossi.

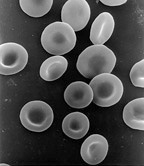
Eritrociti al microscopio elettronico

È un processo fisiologico in ogni essere umano ed è necessario per rinnovare la popolazione degli eritrociti, che solitamente hanno una vita media di circa 120 giorni (4 mesi).
Avviene nella milza e in maniera minore anche nel fegato e nel midollo osseo per opera dei macrofagi che eliminano i globuli rossi più vecchi, facilitando la produzione di nuovi globuli rossi o di altre proteine. Valori normali per questo processo riguardano l'1-2% della popolazione degli eritrociti ogni giorno. Oltre questi valori il processo di emolisi diventa patologico, portando a varie forme di anemia di diversa gravità, proporzionalmente al grado di emolisi stessa.
Inoltre, l'emolisi è un fattore importante in test medici, come ad esempio l'emolizzazione di un campione di sangue dopo una prolungata conservazione, o durante una flebotomia possono causare interferenze nei risultati dei pazienti.

## Emolisi extravascolare
Se l'emolisi avviene all'interno della milza, come già indicato, parliamo di emolisi extravascolare e oltre alla distruzione fisiologica (anch'essa extravascolare) possiamo avere altre cause di eritrocateresi, che possono ricercarsi in alterazioni dell'emoglobina o dei componenti chimici del globulo rosso.
Per esempio nell'anemia falciforme, l'emoglobina S (o altri tipi nell'anemia mediterranea), hanno tendenza a polimerizzare (cioè a formare un polimero) diventando insolubili, modificando quindi struttura e proprietà del globulo rosso che viene, di conseguenza, eliminato. Alle stesse conseguenze portano le alterazioni della forma e della deformabilità dell'eritrocita, come la sferocitosi ereditaria o l'ellissocitosi.

## Emolisi intravascolare
Se l'emolisi avviene all'interno dei vasi sanguigni, si parla di emolisi intravascolare. Questo tipo di emolisi può avere cause chimiche, termiche o meccaniche.

### Cause chimiche
Esistono fenomeni chimici che possono provocare la lisi dei globuli rossi:
- veleno di insetti (ad esempio quello dell'ape) e serpenti, tossina di funghi e batteri e addirittura farmaci che manifestano la loro tossicità con l'emolisi massiva.
- differenza di pressione osmotica (il globulo rosso infatti scambia sostanze e liquidi attraverso la membrana semipermeabile): se si mette a contatto acqua distillata con il sangue si genera una differenza di pressione osmotica, l'acqua tende quindi a entrare nel globulo rosso per ristabilire l'equilibrio osmotico mentre i sali tendono a uscire, di conseguenza il globulo rosso scoppia per eccessive sollecitazioni sullo stroma. Per questo motivo si iniettano sempre soluzioni isotoniche.
- in caso di trasfusioni non compatibili, i globuli rossi trasfusi vengono "marcati" tramite gli anticorpi e riconosciuti come "intrusi" dalle difese immunitarie del corpo.

A titolo esemplificativo possiamo trovare, come emolisi di causa chimica, l'emolisi da stress ossidativo nei malati di favismo, nei quali è carente l'enzima G6PD. Questa carenza causa la distruzione eccessiva dei globuli rossi che vengono a contatto con alcune sostanze presenti nelle fave fresche o secche, cotte o crude.

### Cause termiche
I globuli rossi sono inoltre sensibili alla temperatura, i fattori che possono portare all'emolisi termica sono:
- temperature superiori ai 42-43 °C.
- temperature inferiori a quella di congelamento portano a una dilatazione del contenuto acquoso degli eritrociti e a un conseguente aumento della trazione sulla membrana (o stroma), con aumento del rischio di rottura.
- Rapide variazioni di temperatura, la {\displaystyle {\frac {dT}{dt}}} deve essere limitata. Ad esempio nello scambiatore di calore di una macchina cuore-polmone la ΔT non deve superare i 10 °C.

### Cause meccaniche
Alcune sollecitazioni meccaniche sulla membrana, oltre a essere causa dell'emolisi fisiologica, possono indurre emolisi patologica. I globuli rossi, a causa della loro conformazione e struttura fisica, sono resistenti a sforzi di compressione, cioè alle pressioni superiori a quella atmosferica.
Tuttavia la membrana degli eritrociti è molto più sensibile alla trazione, questo significa che pressioni inferiori a quella atmosferica e sforzi di taglio τ sui globuli rossi portano a emolisi. Il fenomeno tiene conto non solo degli sforzi tangenziali, ma anche del tempo durante il quale i globuli rossi sono sottoposti a questi sforzi. Quindi la rottura di un globulo rosso è dovuta sia allo sforzo, sia al tempo per il quale questo sforzo viene applicato.
Un metodo empirico per calcolare se in una determinata situazione ci si trova in zona di emolisi è dato dal diagramma di Tillmann, dove in ascisse viene indicato il tempo di sollecitazione e in ordinate viene indicato lo sforzo in N/m2. Una retta (in un grafico bilogaritmico) corrispondente a τ4t = 107, ossia log(τ) = -1/4 log(t) + 7/4, delimita la zona emolitica da quella non emolitica, quindi conoscendo lo sforzo e il tempo è possibile avere una stima dell'emolisi. Trattandosi di un diagramma risultato da evidenze sperimentali (essendo difficile studiare la resistenza del singolo globulo rosso), deve essere usato con le dovute tolleranze (5-10%) per essere sicuri del risultato.
Per evitare l'emolisi da trazione durante la circolazione extracorporea o durante la dialisi si usano le pompe peristaltiche che non creano il vuoto pur esercitando una pressione tale da convogliare il sangue secondo un percorso stabilito.

## Conseguenze della emolisi patologica
L'emolisi di grado severo o protratta nel tempo conduce il paziente all'anemia emolitica che spesso coesiste con altre anemie.